# Chrysometa uaza
Chrysometa uaza là một loài nhện trong họ Tetragnathidae.
Loài này thuộc chi Chrysometa. Chrysometa uaza được Herbert W. Levi miêu tả năm 1986.